# Société des Africanistes
Die Société des Africanistes ist eine Fachgesellschaft von Afrikawissenschaftlern, die 1930 mit dem Ziel des wissenschaftlichen Studiums von Afrika und seinen Bewohnern von den ältesten Zeiten bis in unsere Tage gegründet wurde. Ihre Hauptaktivitäten sind die Herausgabe einer interdisziplinären wissenschaftlichen Zeitschrift, das Journal des Africanistes, und die Organisation von monatlich stattfindenden Konferenzen. Die Gesellschaft hat ihren Sitz im Musée du quai Branly (222 rue de l’Université, 75007 Paris).
Marcel Griaule war von 1940 bis zu seinem Tod (1956) ihr Generalsekretär, Germaine Dieterlen von 1956 bis 1975.